# Mikałaj Aksamit
Mikałaj Uładzimirawicz Aksamit (biał. Мікалай (Мікола) Уладзіміравіч Аксаміт, ros. Николай Владимирович Аксамит, Nikołaj Władimirowicz Aksamit; ur. 18 maja 1954, zm. 28 stycznia 2024 w Wołkowysku) – białoruski polityk i malarz, w latach 1990–1996 deputowany do Rady Najwyższej Białoruskiej SRR / Rady Najwyższej Republiki Białorusi XII kadencji; członek Opozycji BNF – frakcji parlamentarnej organizacji Białoruski Front Ludowy (biał. Biełaruski Narodny Front), o charakterze antykomunistycznym i niepodległościowym. W późniejszych latach uczestniczył w działalności opozycyjnej, działał w centrum obrony praw człowieka „Asłona”, angażował się w kampanię poprzedzającą wybory parlamentarne w 2004 roku i w protesty przeciwko ich sfałszowaniu. Malował obrazy olejem na płótnie przedstawiające pejzaże Grodzieńszczyzny.

## Życiorys

### Młodość i działalność parlamentarna
Urodził się 18 maja 1954 roku, pochodzi z Wołkowyska. Ukończył Białoruski Państwowy Instytut Teatralno-Artystyczny. Służył w Armii Radzieckiej, posiada stopień majora. 16 maja 1990 roku został deputowanym ludowym do Rady Najwyższej Białoruskiej SRR XII kadencji (od 19 września 1991 roku – Rady Najwyższej Republiki Białorusi) z Wołkowyskiego Miejskiego Okręgu Wyborczego Nr 248. Pełnił w niej funkcję członka Komisji ds. Edukacji, Kultury i Ochrony Dziedzictwa Historycznego. Był członkiem Opozycji BNF – frakcji parlamentarnej organizacji Białoruski Front Ludowy (Biełaruski Narodny Front) – o charakterze antykomunistycznym i niepodległościowym. Brał udział w opracowaniu i przyjęciu Deklaracji o Państwowej Suwerenności Białorusi, przygotowaniu projektów ustaw na nadzwyczajnej sesji Rady Najwyższej 24–25 sierpnia 1991 roku, w czasie której ogłoszono niepodległość Białorusi. Był współautorem szeregu projektów ustaw przygotowanych przez Opozycję BNF.
Uczestniczył w głodówce deputowanych Opozycji BNF 11–12 kwietnia 1995 roku w Sali Owalnej parlamentu, ogłoszonej na znak protestu przeciwko zainicjowanemu przez prezydenta Łukaszenkę referendum na temat wprowadzenia języka rosyjskiego jako drugiego języka państwowego, zmiany symboli państwowych Białorusi (biało-czerwono-białej flagi i herbu Pogoni) na symbole nawiązujące do radzieckich, integracji ekonomicznej z Federacją Rosyjską i prawie prezydenta do rozwiązywania parlamentu. W nocy z 11 na 12 kwietnia został razem z innymi protestującymi wywleczony siłą z sali parlamentu przez zamaskowanych funkcjonariuszy wojska i służb specjalnych, pobity, wywieziony samochodem, a następnie wyrzucony na ulicy w centrum Mińska. Jego kadencja w Radzie Najwyższej zakończyła się 9 stycznia 1996 roku.

### Późniejsza działalność
W 2004 roku Mikałaj Aksamit pracował jako radca prawny centrum obrony praw człowieka „Asłona” (według innego źródła kierował tą organizacją). W czasie wyborów parlamentarnych w tym samym roku był mężem zaufania kandydującego do Izby Reprezentantów wołkowyskiego przedsiębiorcy Mikałaja Autuchowicza. Po wyborach przez 15 dni prowadził protest głodowy przeciwko domniemanym fałszerstwom, w wyniku czego na krótko trafił do szpitala. Po próbie zgłoszenia pikiety protestacyjnej w grudniu 2004 roku został pod fikcyjnym zarzutem zatrzymany przez milicję i skazany na 5 dni aresztu.
Mikałaj Aksamit przez długi czas nie był w stanie znaleźć pracy na Białorusi. Wyjechał za granicę, gdzie kilka lat mieszkał i pracował. Pod jego nieobecność, 8 lutego 2009 roku mieszkanie Aksamita w Wołkowysku zostało przeszukane przez służby specjalne. W jego trakcie skonfiskowano mu m.in. dokumenty związane z jego działalnością parlamentarną i świadectwa deputackie. Przeciwko tym działaniom z oficjalnym protestem wystąpiła Rada Białoruskiej Republiki Ludowej. Po pewnym czasie Aksamit wrócił na Białoruś, w 2017 roku mieszkał już w Wołkowysku.
Zmarł 28 stycznia 2024 roku w Wołkowysku. Miał 69 lat.

## Twórczość artystyczna i życie prywatne

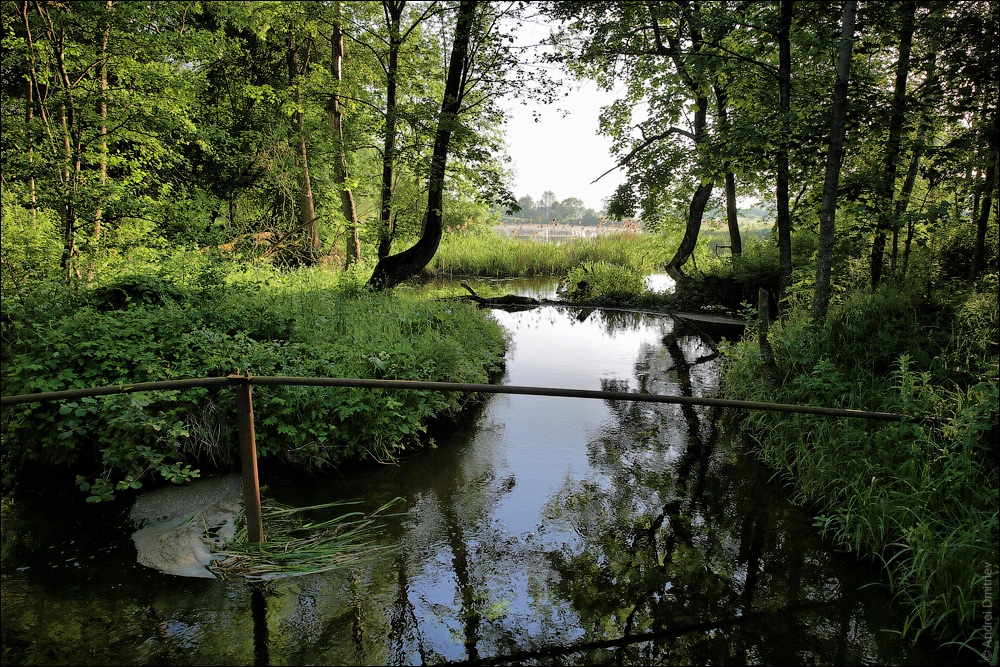
Rzeka Roś – jeden z motywów w malarstwie Mikałaja Aksamita

Mikałaj Aksamit mieszka razem z żoną Haliną Aksamit w Wołkowysku. Oboje zajmują się malarstwem. Mikałaj maluje obrazy w technice oleju na płótnie, a ich motywami są m.in. letnie i zimowe pejzaże, rzeki Niemen i Roś, samotne cerkwie itp. Jego żona Halina maluje portrety ludzi i wizerunki zwierząt w technice akwareli. Ich prace były prezentowane m.in. na wystawach w 2017 roku w Wołkowyskim Muzeum Wojskowo-Historycznym im. Piotra Bagrationa.

## Poglądy i oceny
Mikałaj Aksamit uważał, że demokracja na Białorusi poniosła porażkę m.in. w wyniku działań rosyjskich służb specjalnych. Jego zdaniem możliwe jest powstanie szerokiego ruchu społecznego na rzecz zmian w sytuacji, gdy w kraju dojdzie do pogorszenia sytuacji ekonomicznej. Zdaniem Aksamita wybory parlamentarne w 2004 roku zostały sfałszowane. Ich przebieg określił mianem cynizmu przypominającego czasy stalinowskie. W okresie po wyborach prezydenckich w 2006 roku i protestach, które miały wówczas miejsce, Aksamit bardzo cenił opozycyjnego kandydata na prezydenta Alaksandra Milinkiewicza. Jego zdaniem był to człowiek, który mógłby stanąć na czele zmian, a wyrażane o nim negatywne opinie wynikają z zazdrości liderów innych partii opozycyjnych. Alaksandra Łukaszenkę Aksamit uważa za słabego człowieka i polityka.
Przewodnicząca Rady Białoruskiej Republiki Ludowej Iwonka Surwiłła podkreśliła wkład Aksamita w uzyskanie niepodległości Białorusi. Zwróciła uwagę, że w innym kraju taki człowiek miałby szacunek państwa – na Białorusi, co znamienne, Mikałaj Aksamit już kilka lat nie może znaleźć pracy. W 2010 roku Zianon Pazniak opisał w swoich wspomnieniach Aksamita z początku lat 90. następująco:

zawsze spokojny i zrównoważony, dobrze władał logiczną argumentacją, lubił opierać się na faktach, był skromnym człowiekiem i bojownikiem. Nie mówił wiele, nigdy nie podnosił głosu, ale dobrze znał wspólną pozycję i trzymał się jej, nie ustępując.

## Odznaczenia
- Medal 100-lecia Białoruskiej Republiki Ludowej – 2019[18]